# Museo Nacional de Arte Occidental
El Museo Nacional de Arte Occidental es un museo de Tokio en Japón dedicado exclusivamente al arte de Occidente.
El museo fue creado en 1959 a partir de la Colección Kojiro Matsukata, y se encuentra en un edificio diseñado por Le Corbusier. La colección contiene obras de arte desde el siglo XV hasta el XX. El edificio principal alberga la sección de pinturas anteriores al siglo XVIII, con importantes piezas de autores como Veronés, Rubens, Van Ruysdael y Ribera.
Una nueva ala fue creada para albergar la pintura del siglo XIX al siglo XX, que incluye obras de Delacroix, Courbet, Manet, Renoir, Monet, Van Gogh, Gauguin, Picasso, Soutine, Miró, Dubuffet, Pollock y muchos otros maestros, además de una colección de dibujos y grabados que cubre un período de cinco siglos. Cabe destacar creaciones de François Boucher, Fragonard, Delacroix, Rodin y Cézanne en los dibujos, y Durero, Holbein, Rembrandt, Callot, Piranesi y Goya en imágenes.
El museo también cuenta con una extensa colección de esculturas de Rodin, con cerca de 60 de las obras del artista, y otras obras de Carpeaux, Bourdelle y Maillol.
El Museo está cerrado al público desde el 19 de octubre de 2020 hasta aproximadamente la primavera de 2022, por trabajos de mantenimiento de las instalaciones del Museo.